# Туглакиды
Туглаки́ды (урду تغلق‎) — мусульманская династия тюркского происхождения, которая правила Делийским султанатом с 1321 по 1413 годы.
Династия получила власть, когда Гази Малик Туглак (после коронации Гийас ад-дин Туглак-шах) был провозглашён султаном после того как в сентябре 1320 года сверг и убил узурпатора Хусроу. 
Границы султаната были расширены во время правления его преемника Гийас ад-дина Мухаммад-шаха II (1325—1351), при котором династия стала известна плохим управлением страной, в частности переносом столицы из Дели в Даулатабад и введением медных денег, без обеспечения их защиты от подделки. В результате в Индии династия стала символом упрямства и плохих идей. После смерти Мухаммад-шаха династия начала постепенно терять владения, а после периода анархии в начале 15 века была сменена династией Саййидов.

## Список султанов
- 1320—1325 гг. Гийас ад-дин Туглак-шах I
- 1325—1351 гг. Гийас ад-дин Мухаммад-шах II
- 1351—1351 гг. Гийас ад-дин Махмуд-шах II (правил менее месяца)
- 1351—1388 гг. Фируз-шах III
- 1388—1389 гг. Гийас ад-дин Туглак-шах II
- 1389—1390 гг. Абу Бакр-шах
- 1390—1393 гг. Насир ад-дин Мухаммад-шах III
- 1393—1393 гг. Ала ад-дин Сикандар-шах I
- 1393—1395 гг. Насир ад-дин Махмуд-шах III (II)
- 1395—1399 гг. Нусрат-шах
- 1399—1413 гг. Насир ад-дин Махмуд-шах III (II) (повторно)